# Bychau
Bychau ist eine Stadt in Belarus in der Oblast Mogiljow und administratives Zentrum der Verwaltungseinheit Rajon Bychau. 1989 hatte die Stadt etwa 20.000 Einwohner.

## Lage
Bychau liegt 44 km südlich von Mahiljou (Mogilew) am Dnepr. Zugverbindungen bestehen nach Mogilew und Schlobin.

## Geschichte
Bychau wurde 1370 gegründet. Ursprünglich war sie im Besitz von Švitrigaila (1370–1452), dem Herrscher des Großfürstentums Litauen. Von 1610 bis 1619 ließ der Hetman Jan Chodkiewicz hier eine Festung errichten, die von russischen Truppen im Großen Nordischen Krieg jedoch zerstört wurde. Während der Ersten Rzeczpospolita wurde der Ort 1773 zum administrativen Zentrum der Region.

## Sehenswürdigkeiten

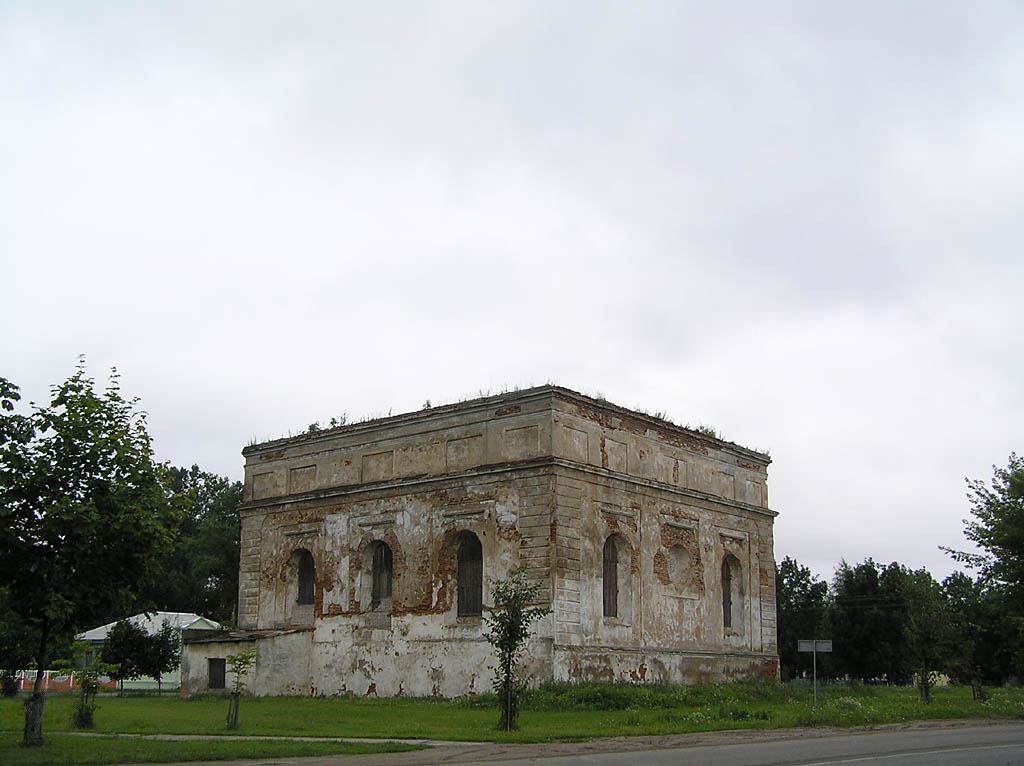
Synagoge

- Die Synagoge stammt aus dem 17. Jahrhundert.[3]
- Auch das Schloss aus der Zeit des Feudalismus wurde im 17. Jahrhundert errichtet.
- Die hölzerne Dreieinigkeitskirche aus dem 19. Jahrhundert hat einen sehenswerten dreistöckigen Glockenturm.
- Im Ort Ludtschizy zehn Kilometer außerhalb von Bychau befindet sich ein Denkmal zu Ehren sowjetischer Kämpfer aus dem Zweiten Weltkrieg.

## Söhne und Töchter der Stadt
- Kalman Schulmann (1819–1899), russischer jüdischer Aufklärer
- Aljaksandra Pankina (* 1972), Ruderin